# L'horloge tourne
Singles de Mickaël Miro
Ma scandaleuse
(2011)
L'horloge tourne est un single du chanteur français Mickaël Miro, sorti en décembre 2010 et qui figure sur son premier album studio Juste comme ça sorti en 2011.
Le succès de ce titre s'est construit sur plusieurs mois, mais a fait connaître ce chanteur.

## Histoire de la chanson
Après des études à la Sorbonne, Mickaël Miro effectue un stage au sein d'une maison de disque (qui ne produit qu’un album à la fois) et utilise ce stage pour faire connaître ses créations dans le domaine musical. Il obtient de faire des premières parties de concert d'artistes comme Calogero, Zazie ou Florent Pagny. Sur scène, il teste ses textes et lui, comme la maison de disque (qui ne produit qu’un album à la fois), constatent un bon accueil fait à sa chanson L'horloge tourne. Le thème de cette chanson est issu d'un tri de ses anciens SMS, qui l'ont rendu nostalgique.
Tant et si bien que le titre sort en tant que premier single d'un premier album à venir, le 13 décembre 2010. Ce single se classe à la première position en Belgique. L'album, Juste comme ça, sort au printemps suivant. Le titre L'horloge tourne met plusieurs mois à s'introduire dans les programmations des radios,, mais ce titre devient progressivement un des tubes de 2011. La chanson est même élue meilleure « Chanson de l'année » sur TF1 sur la base d'un sondage IFOP. Par ses textes, ce chanteur est considéré comme représentatif des nouvelles générations, utilisant le SMS, désirant profiter de la vie, peu pressé de fonder une famille et d'avoir des enfants, etc..
Le 6 avril 2018, le groupe électro français The Parakit, fondé par Mikaël Miro et des amis DJ, reprend le titre en version électro sous le titre Dam-Dam. Cette version est interprétée en anglais par Mickaël Miro lui-même, et en français.

## Classement hebdomadaire
| Classement (2010-2011)          | Meilleure position |
| ------------------------------- | ------------------ |
| Belgique (Wallonie Ultratop 40) | 1                  |
| France (SNEP)                   | 8                  |
| Suisse (Schweizer Hitparade)    | 56                 |